# えちごトキめき鉄道日本海ひすいライン
日本海ひすいライン（にほんかいひすいライン）は、新潟県糸魚川市の市振駅から同県上越市の直江津駅までを結ぶえちごトキめき鉄道の鉄道路線である。

## 概要
元は西日本旅客鉄道（JR西日本）北陸本線の一部で、2015年（平成27年）3月14日の北陸新幹線長野駅 - 金沢駅間延伸開業の際に並行在来線として経営分離された区間のうち、えちごトキめき鉄道が継承した新潟県内の区間にあたる。なお、石川県内はIRいしかわ鉄道が、富山県内はあいの風とやま鉄道が継承した。
当線とハピラインふくい線・IRいしかわ鉄道線・あいの風とやま鉄道線の各路線は、北陸本線・信越本線・羽越本線・奥羽本線などとともに日本海縦貫線の一部を構成しており、日本貨物鉄道（JR貨物）の貨物列車が走破している。全線にわたりJR貨物が第二種鉄道事業者となっている。
路線名は移管前に公募の上、株主アンケートの結果を踏まえ、検討委員会から取締役会に提案されたもので、地域の特産であるヒスイから、光り輝く日本海のイメージを表現したものである。
この区間は全区間が電化されているものの、輸送密度が移管前の2007年実績で全線で1,470人／日（通過する特急利用者含まず）と経営分離区間の中でも特に輸送密度が低く、加えてえちご押上ひすい海岸駅 - 梶屋敷駅間のデッドセクションを境に糸魚川方が交流電化 (20kV60Hz) 、梶屋敷方が直流電化 (1,500V) と電化方式が異なっていることを踏まえ、交直流電車の新造・購入費および維持費などのコストを考慮し、線内の旅客列車は一部を除き気動車を使用している。
なお、貨物列車は引き続き電気機関車が牽引して通過するため、電化設備は存置されている。

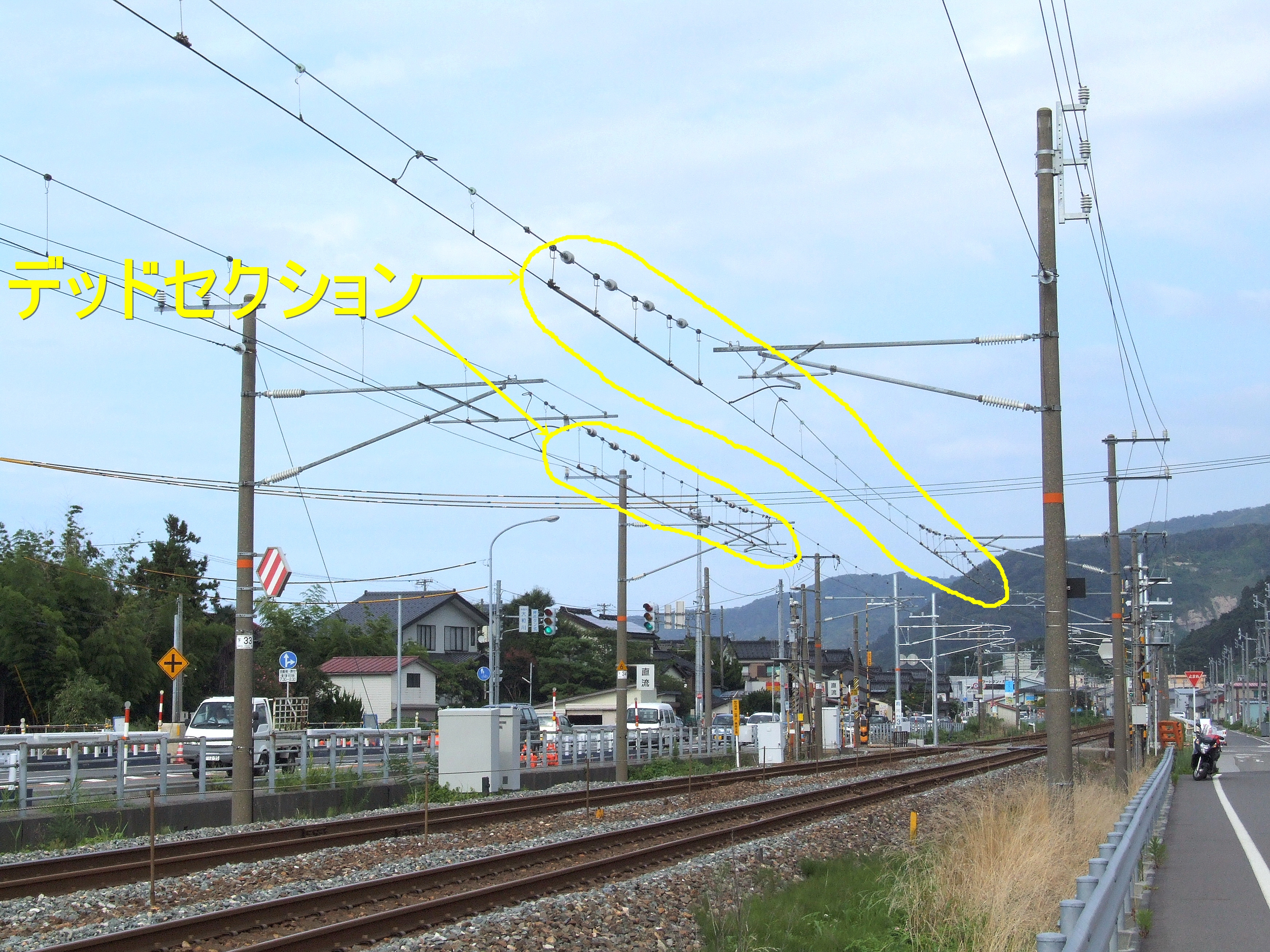
えちご押上ひすい海岸駅と梶屋敷駅間の交直セクション。富山側の手前側が、交流20kV60Hz区間。直江津側の奥側が、直流1,500V区間である。

海岸沿いの断崖が続く親不知付近や、フォッサマグナ西縁部の地すべり多発地帯を通過する路線であるが、北陸本線時代の1965年から1969年にかけ段階的に行われた複線化・電化と同時に、防災対策の一環としてトンネル主体の新線へ切り替えが進んだことにより（詳細は「北陸本線#輸送改善」「頸城トンネル」を参照）、路線延長の55.8%がトンネルとなっている。
このうち、頸城トンネル（11,353m）はJR以外の日本の鉄道ではハピラインふくい線の北陸トンネルに次ぐ長さのトンネルであり、途中に筒石駅を有する。このため、気動車での運転に当たって移管時に避難誘導設備の強化が行われている。

### 路線データ
- 管轄・路線距離（営業キロ）：
  - えちごトキめき鉄道（第一種鉄道事業者）：
    - 市振駅 - 直江津駅間 59.3km
資産上の管理区間は富山県境 - 直江津駅間の60.3kmとなる。
キロポストは、移管前の北陸本線時代の米原起点のものがそのまま使用され、線内の各踏切に記載されているキロ程表示も米原からの通算表示となっている。
さらに、踏切番号標識も旧北陸本線時代のままとなっている。

  - 日本貨物鉄道（第二種鉄道事業者）：
    - 市振駅 - 直江津駅間 59.3km
- 軌間：1067mm（狭軌）
- 駅数：13駅（起終点駅含む）
- 複線区間：全線
- 電化区間：全線
  - 市振駅 - えちご押上ひすい海岸駅間 交流20,000V・60Hz
  - えちご押上ひすい海岸駅 - 直江津駅間 直流1500V
    - デッドセクション：えちご押上ひすい海岸駅 - 梶屋敷駅間…車上切替式
- 閉塞方式：複線自動閉塞式
- 保安装置：ATS-SW・Ps（直江津駅構内のみ）
- 最高速度：110km/h
- 運転指令所：（上越市内）[11]
  - 開業から2017年4月6日までは金沢総合指令所（JR西日本）より実施（あいの風とやま鉄道が委託）
- IC乗車カード対応区間：なし

## 歴史

### 国鉄・JR時代
- 1911年（明治44年）7月1日：信越線（支線）として直江津駅 - 名立駅間（9.2M≒14.81 km）が開業[12]。郷津駅、谷浜駅、名立駅が開業[12]。
- 1912年（明治45年/大正元年）
  - 7月：水害により姫川の堤防が決壊し、建設中であった避溢橋及びレール7チェーンが流出する[13]。
  - 10月15日：北陸本線の泊駅 - 青海駅間（14.5M≒23.34 km）が延伸開業[14]。市振駅、親不知駅、青海駅が開業[14]。
  - 12月16日：信越線の名立駅 - 糸魚川駅間（16.5M≒26.55 km）が延伸開業[15]。筒石駅、能生駅、梶屋敷駅、糸魚川駅が開業[15]。
- 1913年（大正2年）
  - 4月1日：青海駅 - 糸魚川駅間（4.1M≒6.6 km）が開業し、北陸本線米原駅 - 直江津駅間が全通。新規開業区間と信越線糸魚川駅 - 直江津駅間が北陸本線に編入[16]。
  - 7月20日：能生駅 - 梶屋敷駅間において土砂崩れにより死者3名を出す事故が発生する[17]。
- 1914年（大正3年）12月14日：筒石駅付近で地すべりが発生。駅舎とホームが倒壊するとともに路盤が移動し、1日間不通となる。
- 1916年（大正5年）12月28日：富山湾で発生した津波により、市振駅-親不知駅間の路盤が破壊される被害が発生。復旧は翌年の1月12日[18]。
- 1922年（大正11年）2月3日：親不知駅 - 青海駅間で列車が雪崩に巻き込まれる列車脱線事故（北陸線列車雪崩直撃事故）が発生、死者88 - 90名[19]。
- 1929年（昭和4年）8月10日：梶屋敷駅 - 能生駅間の3箇所で地すべりが発生[20]。浜木浦地区では、列車が地すべりに巻き込まれて脱線転覆。10日間不通。
- 1930年（昭和5年）
  - 4月1日：マイル表示からメートル表示に変更、一部営業キロ修正（米原駅 - 直江津駅間 228.3M→366.5 km）[21]。
  - 11月16日：市振駅 - 親不知駅間において大阪発青森行列車の脱線転覆事故が起きる[22]。
- 1931年（昭和6年）3月21日：現在の浦本駅（当時未開業）付近で貨物列車が地すべりに巻き込まれ脱線転覆。死者1名負傷者4名。
- 1934年（昭和9年）2月16日：筒石駅附近において大規模な地すべりが起こる[23]。
- 1936年（昭和11年）11月7日：親不知附近において山崩れが起こり不通となる[24]。
- 1938年（昭和13年）1月23日：梶屋敷駅 - 能生駅間の浜木浦で、列車が地すべりに巻き込まれて脱線転覆。10日間不通。
- 1945年（昭和20年）3月：名立駅 - 有間川駅間で地すべりが発生。列車が地すべりに巻き込まれて脱線転覆。死傷者5名。
- 1946年（昭和21年）
  - 9月1日：名立駅 - 谷浜駅間に有間川仮乗降場が開業[25]。
  - 12月12日：筒石駅付近で地すべりが発生。駅構内の路盤が移動し、4日間不通となる。
- 1947年（昭和22年）7月1日：有間川仮乗降場が有間川駅として開業[26]。
- 1950年（昭和25年）1月28日：浦本駅が開業[27]。
- 1957年（昭和32年）11月15日：市振駅 - 親不知駅間に風波信号場が開設[25]。
- 1961年（昭和36年）9月29日：青海駅 - 糸魚川駅間に姫川信号場が開設[25]。
- 1962年（昭和37年）9月28日：能生駅 - 筒石駅間に百川信号場が開設[28]。
- 1963年（昭和38年）
  - 3月16日：能生駅 - 筒石駅間で列車が地すべりに巻き込まれて脱線転覆（「頸城トンネル#地すべり」を参照）[29]。
  - 10月20日：筒石駅 - 名立駅間に西名立信号場が開設[25]。
- 1964年（昭和39年）
  - 1月30日：親不知隧道の導坑が貫通する[30]。
  - 9月22日：浦本駅 - 能生駅間に木浦信号場が開設[31]。
- 1965年（昭和40年）
  - 8月31日：青海駅 - 姫川信号場間が複線化[30]。
  - 9月30日：市振駅 - 風波信号場間が複線化。親不知駅 - 青海駅間に黒岩信号場を開設し、黒岩信号場 - 青海駅間が複線化。親不知駅 - 黒岩信号場間は複線化時に上り線となる新子不知トンネルを用い単線で供用。泊駅 - 糸魚川駅間が交流電化[30]。
- 1966年（昭和41年）
  - 3月24日：風波信号場 - 親不知駅間が複線化[30]。風波信号場が廃止[32]。
  - 12月15日：親不知駅 - 黒岩信号場間旧線を電化・防災強化改修の上、下り線へ転用して同区間を複線化。黒岩信号場が廃止[32]。
- 1967年（昭和42年）1月20日：有間川駅 - 谷浜駅間で建設中の新線・長浜トンネルで落盤事故。5名死亡。
- 1968年（昭和43年）
  - 9月16日：姫川信号場 - 糸魚川駅間が複線化[30]。姫川信号場が廃止[32]。
  - 9月25日：有間川駅 - 谷浜駅間が複線化[30]。
- 1969年（昭和44年）
  - 6月4日：糸魚川駅 - 梶屋敷駅間が複線化[30]。
  - 6月19日：梶屋敷駅 - 浦本駅間が複線化[30]。
  - 9月16日：親不知駅付近で地すべりが発生。列車が地すべりに巻き込まれて脱線転覆。
  - 9月29日：浦本駅 - 有間川駅間が新線に切り替えられ複線化[30]。能生駅、筒石駅、名立駅が移転。木浦信号場、百川信号場、西名立信号場が廃止[32]。
  - 10月1日：谷浜駅 - 直江津駅間が新線に切り替えられ複線化。郷津駅廃止[33]。糸魚川駅 - 直江津駅間が直流電化され、全線の複線電化が完成[30]。全線で営業キロ改定[34]。
    - 青海駅 - 糸魚川駅間で0.1km、浦本駅 - 能生駅間で0.5km、筒石駅 - 名立駅間で2.4km、名立駅 - 有間川駅間で0.4km、谷浜駅 - 直江津駅間を0.3kmそれぞれ短縮。
    - 市振駅 - 親不知駅間で0.2km、能生駅 - 筒石駅間で1.1km、有間川駅 - 谷浜駅間で0.1km、それぞれ延長。
- 1987年（昭和62年）4月1日：国鉄分割民営化により西日本旅客鉄道（JR西日本）に継承。
- 1995年（平成7年）10月1日：市振駅 - 直江津駅（構内を除く）間が金沢支社から糸魚川地域鉄道部の直轄になる。
- 2000年（平成12年）2月8日：列車集中制御装置（CTC）が導入される。
- 2013年（平成25年）12月12日：北陸新幹線開業に伴う新幹線並行区間の金沢駅 - 直江津駅間の廃止届が提出される[35]。

### えちごトキめき鉄道移管後
- 2015年（平成27年）3月14日：JR西日本北陸本線金沢駅 - 直江津駅間（177.2 km）廃止。市振駅 - 直江津駅間（59.3km）をえちごトキめき鉄道に移管、路線名を日本海ひすいラインに改称。
  - 経営移管以前の普通列車本数と比べ泊駅 - 糸魚川駅間でほぼ据え置き（19往復）、糸魚川駅 - 直江津駅では増発（14往復→20往復）となった[6]。
- 2016年（平成28年）4月23日：観光列車「えちごトキめきリゾート雪月花」運転開始。
- 2017年（平成29年）
  - 3月4日：ダイヤ改正により快速列車を1往復に減便（普通列車化）[36]。前日をもって信越本線との直通快速列車1往復の運転を取り止め[37]。
  - 4月7日：運行指令をJR西日本金沢総合指令所から分離、妙高はねうまラインと統合[11]。
- 2018年（平成30年）3月17日：ダイヤ改正により妙高はねうまラインとの直通列車を泊駅 - 新井駅間で新設（片道のみ）。下り快速列車1本を普通列車と統合[38]。
- 2019年（平成31年・令和元年）
  - 3月16日：ダイヤ改正により上り快速列車1本を普通列車と統合、快速運転廃止[39]。
  - 9月12日：糸魚川駅 - 梶屋敷駅間への押上新駅（仮称）設置を国土交通省北陸信越運輸局が認可[40][41]。
- 2021年（令和3年）
  - 3月13日：糸魚川駅 - 梶屋敷駅間にえちご押上ひすい海岸駅が開業[42][43][44][45][46]。
  - 7月4日：JR西日本から購入した413系・455系電車による観光急行を市振駅・糸魚川駅 - 直江津駅間で運転開始[47]。

## 運行形態
本節では、一体的な運用が行われる泊駅 - 市振駅間のあいの風とやま鉄道線も含め記述する。なお、妙高はねうまラインと異なり、特別料金が必要な定期旅客列車の運転は行われていない。
以下、特記のない限り、2019年（平成31年）3月16日ダイヤ改正時点での運行である。また文中における「上り」「下り」は、市振駅方から直江津駅方に進む列車を「下り」、その逆を「上り」とする。

### 普通列車

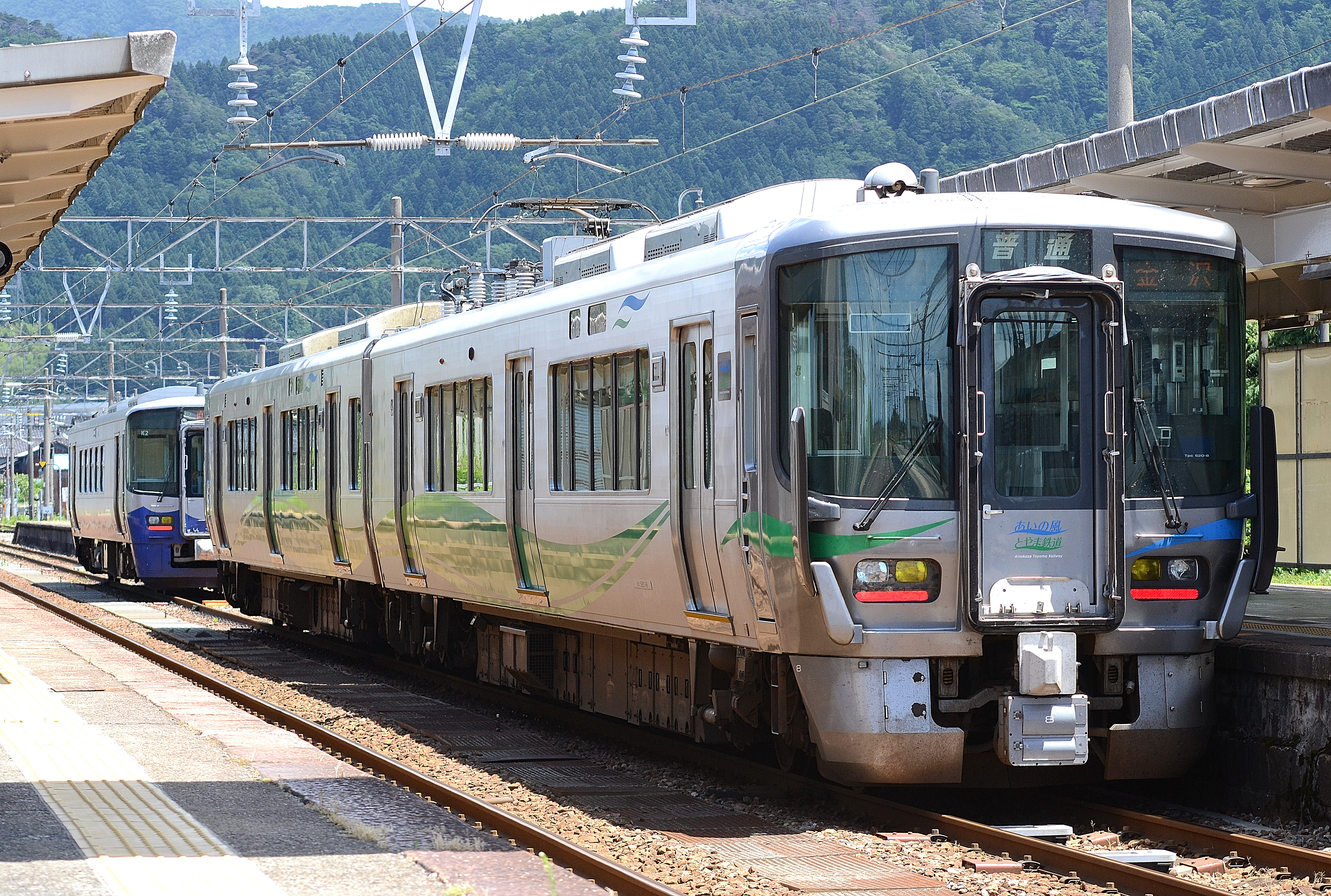
泊駅2番線で縦列停車するET122形（奥）とあいの風とやま鉄道521系（手前） 2015年6月4日

2019年（平成31年）3月16日ダイヤ改正で、全ての定期旅客列車は乗り入れ列車も含め普通列車となった。ダイヤは拠点駅の直江津駅、北陸新幹線と接続する糸魚川駅を中心とした編成となっている。
運行本数はおおむね1時間に1 - 2本の運行であり、各区間とも19往復/日が確保されている。

#### 自社車両使用列車
泊駅 - 糸魚川駅 - 直江津駅間の運行を基本（上り15本、下り14本）とし、朝と夕方の通勤通学時間帯に糸魚川駅 - 直江津駅間（4往復）、早朝と夜間に泊駅 - 糸魚川駅間（2往復）、日中に泊駅から妙高はねうまライン新井駅へ直通する列車（下り1本）が設定されている。気動車単行によるワンマン運転（車内精算方式）を基本に、朝夕は2両編成で運転する。
運行はあいの風とやま鉄道線区間を含め、えちごトキめき鉄道直江津運転センターの乗務員が担当する。
泊駅では、富山方面へ向かうあいの風とやま鉄道の普通列車もしくは、あいの風ライナーと同駅の2番線（中線）に縦列で停車し乗り換えの便を図っている。接続時間は2分 - 40分程度を確保している。

#### あいの風とやま鉄道車両使用列車
富山方面との直通列車に使用される。糸魚川駅以東の直江津方面には乗り入れない。
金沢駅 - 糸魚川駅間に1往復が設定され、朝に下り列車、夕夜間に上り列車が運転されている。またワンマン運転は実施されない。この1往復のみ市振駅 - 糸魚川駅間も含めあいの風とやま鉄道運転管理センターの乗務員が運行を担当する。
2022年3月12日の改正で、富山駅 - 糸魚川駅間の直通を1往復に縮小（削減分は泊駅で乗り継ぎ）した。

### 観光急行
2021年（令和3年）7月4日から、JR西日本から購入した413系・455系電車を使用した観光急行が土休日に運行されている（列車種別・列車名とも「急行」で、「急行1号」のように列車ごと号数が振られる）。直江津駅 - 市振駅間、直江津駅 - 糸魚川駅間に各1往復の計2往復が設定されている。乗車には乗車券のほか急行券が必要で、大人500円・小児250円で発売される。
なお1号車（泊方先頭車）は指定席とされており、『JR時刻表』でも当該列車に一部指定席の印がつけられているが、運行開始時点では自由席扱いで、急行券のみで乗車できた。
その後、同年9月からは旅行商品専用として指定席扱いが開始されたが、空席の場合は引き続き一般客も急行券のみで利用可能となっている。

### えちごトキめきリゾート雪月花
2016年（平成28年）4月23日から自社の専用車両ET122形1000番台を用いたリゾート列車「えちごトキめきリゾート雪月花」が運行されている。
ただし団体専用であり、一般旅客は利用できない。

### 貨物列車
移管前からJR貨物による貨物列車が引き続き運行されている。ただし線内には経営分離前の2008年（平成20年）3月15日に青海駅を発着する車扱列車が廃止されて以降、定期貨物列車が発着する駅はなく、青海オフレールステーション（青海駅構内）でトラック便の取扱があるのみである。

### 過去に運転されていた列車

#### 快速
えちごトキめき鉄道開業当初、特急「北越」の代替として泊駅 - 直江津駅間に1往復、糸魚川駅 - 新潟駅間（直江津駅から信越本線直通）1往復が設定され、朝に下り列車、夕夜間帯に上り列車が運転された。線内運転列車はET122形気動車、新潟発着列車は東日本旅客鉄道（JR東日本）新潟車両センター所属の485系電車が使用された。
しかし、2017年（平成29年）3月4日のダイヤ改正で信越本線直通列車が直江津駅発着の普通列車に格下げされ、線内運転の1往復のみとなった。その後、2018年（平成30年）3月17日ダイヤ改正で朝の下り列車、2019年（平成31年）3月16日ダイヤ改正で夜間の上り列車が廃止され、消滅した。
廃止時点での停車駅は、直江津駅・名立駅・能生駅と、梶屋敷駅 - 泊駅間の各駅であった。

## 利用状況

### 輸送実績
えちごトキめき鉄道日本海ひすいラインの近年の輸送実績を下表に記す。
表中の輸送人員の単位は万人。輸送人員は年度での値。
表中の最高値を赤色で、最高値を記録した年度以降の最低値を青色で、最高値を記録した年度以前の最低値を緑色で表記している。
| 年度別輸送実績     | 年度別輸送実績                  | 年度別輸送実績                  | 年度別輸送実績                  | 年度別輸送実績                  | 年度別輸送実績  | 年度別輸送実績                               |
| 年 度              | 輸送実績（乗車人員）：万人/年度 | 輸送実績（乗車人員）：万人/年度 | 輸送実績（乗車人員）：万人/年度 | 輸送実績（乗車人員）：万人/年度 | 輸送密度 人/1日 | 特記事項                                     |
| ------------------ | ------------------------------- | ------------------------------- | ------------------------------- | ------------------------------- | --------------- | -------------------------------------------- |
| 年 度              | 通勤定期                        | 通学定期                        | 定期外                          | 合計                            | 輸送密度 人/1日 | 特記事項                                     |
| 2014年（平成26年） | 0.6                             | 1.6                             | 2.0                             | 4.2                             | 1,854           | 西日本旅客鉄道から移管・開業（18日間の数値） |
| 2015年（平成27年） | 9.7                             | 32.0                            | 19.4                            | 61.2                            | 1,026           |                                              |
| 2016年（平成28年） | 11.0                            | 31.4                            | 18.7                            | 61.1                            | 1,065           |                                              |
| 2017年（平成29年） | 10.8                            | 29.3                            | 17.8                            | 57.9                            | 1,051           |                                              |
| 2018年（平成30年） | 10.3                            | 27.1                            | 17.4                            | 54.8                            | 1,017           |                                              |
| 2019年（令和元年） | 8.9                             | 25.4                            | 17.5                            | 51.8                            | 968             |                                              |
| 2020年（令和2年）  | 7.1                             | 23.9                            | 9.9                             | 40.9                            | 753             |                                              |
| 2021年（令和3年）  | 7.3                             | 24.0                            | 10.8                            | 42.1                            |                 |                                              |
| 2022年（令和4年）  | 6.8                             | 24.7                            | 13.3                            | 44.8                            |                 |                                              |

管内鉄軌道事業者輸送実績（国土交通省北陸信越運輸局）、鉄道統計年報運輸成績表（国土交通省）より抜粋。

## 使用車両
移管後の定期営業列車での使用車両について記載する。

### 現在の使用車両
- ET122形気動車
全線で運用。線内の旅客列車の大半を担当する。
- 521系電車（あいの風とやま鉄道所属）
2022年3月12日のダイヤ改正以降は、糸魚川駅 - 金沢駅間の1往復で運用されている。

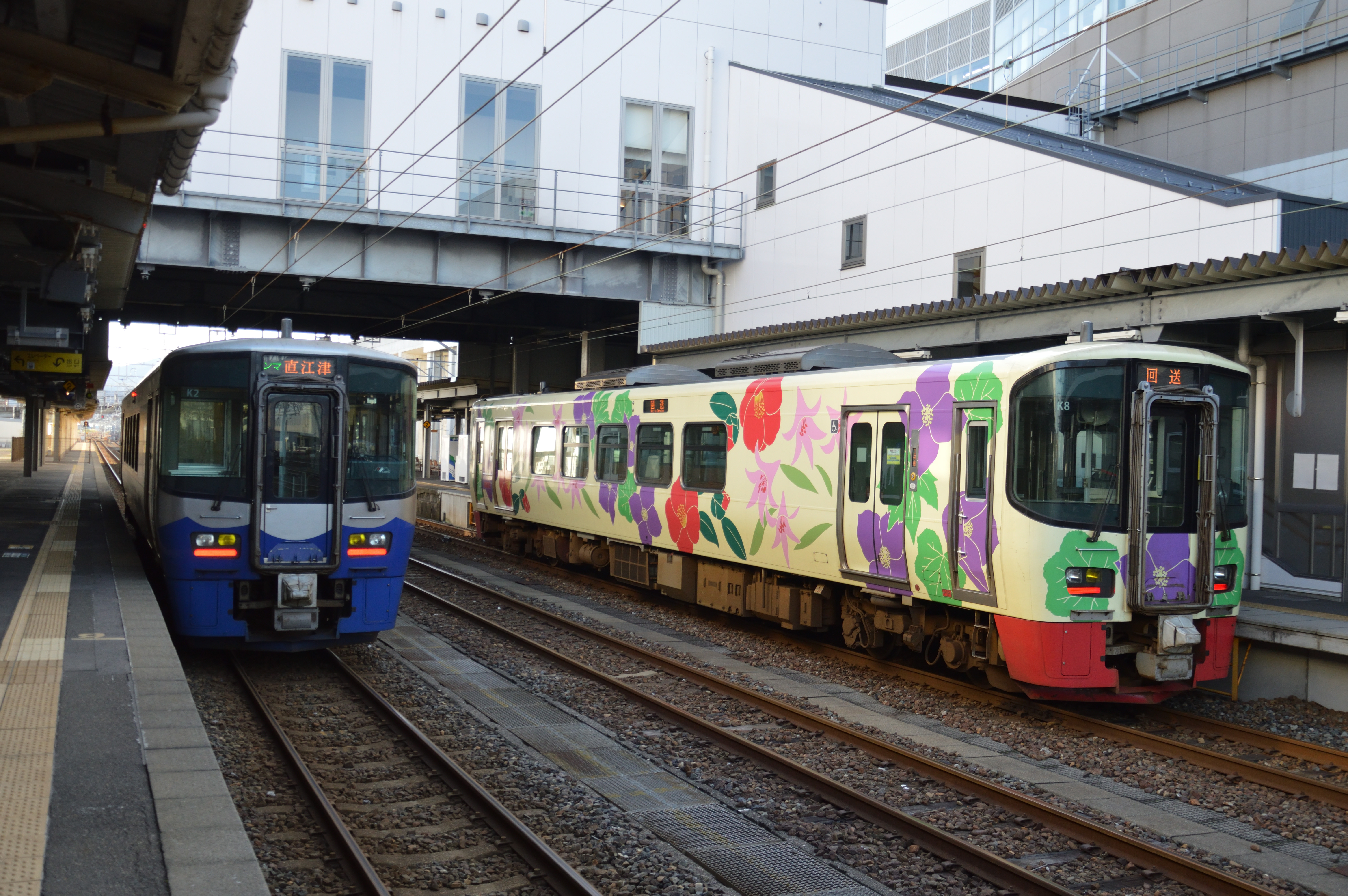
糸魚川駅に停車するET122形 左が一般車両、右がイベント兼用車両である。2018年10月21日

### 過去の車両
- 485系電車（JR東日本新潟車両センター所属）
リニューアル車（3000番台、R編成）が糸魚川駅 - 新潟駅間の快速列車1往復で運用されていたが[60]、2017年3月4日のダイヤ改正で当該列車が廃止となり、乗り入れが終了した[37][36][61]。
- 413系電車（あいの風とやま鉄道所属）
糸魚川駅 - 富山駅・高岡駅間の1往復で運用されていた。2018年3月17日のダイヤ改正で521系1000番台の投入に伴い運用が置き換えられ、本路線への乗り入れが消滅した。

## 駅一覧
便宜上、市振側の全旅客列車が乗り入れるあいの風とやま鉄道線・泊駅 - 市振駅間も合わせて記載する。
- 駅名 … ◇・■：貨物取扱駅（貨物専用駅を除く。◇は定期貨物列車の発着なし、■はオフレールステーション）
- 累計営業キロは市振駅からのもの（米原駅 - 市振駅間の営業キロは294.5 km）
- 定期列車は普通列車のみ運転（全ての駅に停車）
  - 観光列車「えちごトキめきリゾート雪月花」…列車記事参照
- 全線複線。

| 路線名                 | 電化方式 | 駅名       | 営業キロ | 営業キロ                                                                                | 接続路線・備考                                        | 所在地                 | 所在地                 |
| 路線名                 | 電化方式 | 駅名       | 駅間     | 累計                                                                                    | 接続路線・備考                                        | 所在地                 | 所在地                 |
| ---------------------- | -------- | ---------- | -------- | --------------------------------------------------------------------------------------- | ----------------------------------------------------- | ---------------------- | ---------------------- |
| あいの風とやま鉄道線   | 交流電化 | 泊駅       | -        | 9.4                                                                                     | あいの風とやま鉄道：■あいの風とやま鉄道線（富山方面） | 富山県 下新川郡 朝日町 | 富山県 下新川郡 朝日町 |
| あいの風とやま鉄道線   | 交流電化 | 越中宮崎駅 | 4.7      | 4.7                                                                                     |                                                       | 富山県 下新川郡 朝日町 | 富山県 下新川郡 朝日町 |
| あいの風とやま鉄道線   | 交流電化 | 市振駅     | 4.7      | 0.0                                                                                     |                                                       | 新潟県                 | 糸魚川市               |
| 日本海ひすいライン     | 交流電化 | 市振駅     | 4.7      | 0.0                                                                                     |                                                       | 新潟県                 | 糸魚川市               |
| 親不知駅               | 交流電化 | 8.6        | 8.6      |                                                                                         |                                                       | 新潟県                 | 糸魚川市               |
| 青海駅■                | 交流電化 | 5.3        | 13.9     |                                                                                         |                                                       | 新潟県                 | 糸魚川市               |
| 糸魚川駅◇              | 交流電化 | 6.6        | 20.5     | 西日本旅客鉄道： 北陸新幹線・■大糸線                                                    |                                                       | 新潟県                 | 糸魚川市               |
| えちご押上ひすい海岸駅 | 交流電化 | 1.6        | 22.1     | 移管後新設駅                                                                            |                                                       | 新潟県                 | 糸魚川市               |
| 直流電化               | 梶屋敷駅 | 2.7        | 24.8     |                                                                                         |                                                       | 新潟県                 | 糸魚川市               |
| 直流電化               | 浦本駅   | 3.5        | 28.3     |                                                                                         |                                                       | 新潟県                 | 糸魚川市               |
| 直流電化               | 能生駅   | 5.1        | 33.4     |                                                                                         |                                                       | 新潟県                 | 糸魚川市               |
| 直流電化               | 筒石駅   | 7.5        | 40.9     |                                                                                         |                                                       | 新潟県                 | 糸魚川市               |
| 直流電化               | 名立駅   | 4.2        | 45.1     |                                                                                         | 上越市                                                | 新潟県                 |                        |
| 直流電化               | 有間川駅 | 4.2        | 49.3     |                                                                                         | 上越市                                                | 新潟県                 |                        |
| 直流電化               | 谷浜駅   | 3.4        | 52.7     |                                                                                         | 上越市                                                | 新潟県                 |                        |
| 直流電化               | 直江津駅 | 6.6        | 59.3     | えちごトキめき鉄道：■妙高はねうまライン 東日本旅客鉄道：■信越本線 北越急行：■ほくほく線 | 上越市                                                | 新潟県                 |                        |

1. ↑  北越急行ほくほく線は正式には信越本線犀潟駅が終点だが、大半の列車が直江津駅に乗り入れる

線内13駅のうち、有人駅は糸魚川駅・直江津駅・能生駅の3駅のみで（いずれも直営）、それ以外の10駅は全て無人駅である。
このうち、終日駅係員が配置されるのは直江津駅のみで、糸魚川駅と能生駅は早朝・深夜は係員無配置となる。

### 廃止信号場
いずれも旧線上・新旧切替点に所在。
- 風波信号場 ： 1966年廃止・市振駅 - 親不知駅間（市振駅から5.9 km、親不知駅まで2.5 km）
- 黒岩信号場 ： 1966年廃止・親不知駅 - 青海駅間（親不知駅から4.2 km、青海駅まで1.1 km）
- 姫川信号場 ： 1968年廃止・青海駅 - 糸魚川駅間（青海駅から3.2 km、糸魚川駅まで3.5 km）
- 木浦信号場 ： 1969年廃止・浦本駅 - 能生駅間（浦本駅から4.1 km、能生駅（旧）まで1.5 km）
- 百川信号場 ： 1969年廃止・能生駅 - 筒石駅間（能生駅（旧）から4.3 km、筒石駅（旧）まで2.1 km）
- 西名立信号場 ： 1969年廃止・筒石駅 - 名立駅間（筒石駅（旧）から4.1 km、名立駅（旧）まで2.5 km）

### 新駅設置計画
えちごトキめき鉄道と新潟県、日本海ひすいライン・妙高はねうまライン沿線の3市では路線の駅間が長い市街地区間について新駅設置の検討を進めている。日本海ひすいラインでは糸魚川市内に2駅の構想・計画があり、青海駅 - 糸魚川駅間の今村新田駅（仮称）と、糸魚川駅 - 梶屋敷駅間にある西海踏切付近の押上駅（仮称）について、整備方法などを検討している。
構造は、前者が相対式2面2線、後者が千鳥式2面2線で計画されており、ホーム長は前者が4両分、後者が2両分となる。
これらのうち、県立糸魚川高校と県厚生連糸魚川総合病院への通学・通院需要が見込める押上駅(仮称)については、費用対効果がより高いとして、先行して整備する方針とされた。2019年（令和元年）9月に押上新駅(仮称)として設置が認可され、2020年8月9日には駅名が「えちご押上ひすい海岸駅」に決定し、2021年（令和3年）3月13日実施のダイヤ改正時に開業した。
今村新田駅については、糸魚川市により2018年（平成30年）度をめどに押上駅と同時に施設設計に入るとされたが、開業時期は未定とされている。